# إريك إدواردز
اريك إدواردز (بالإنجليزية: Eric Edwards)‏ هو لاعب كرة قدم أمريكية أمريكي، ولد في 4 أغسطس 1980 في مونرو في الولايات المتحدة.

## وصلات خارجية
- إريك إدواردز على موقع مرجع كرة القدم المحترفة.كوم (الإنجليزية)